# Mima Jaušovec
Mima Jaušovec, née le 20 juillet 1956 à Maribor, est une joueuse de tennis de l'ex-Yougoslavie, professionnelle du milieu des années 1970 à 1988.
En 1977, elle s'est imposée en simple à Roland-Garros face à Florenta Mihai, atteignant encore la finale en 1978 et 1983.
Mima Jaušovec a remporté onze tournois en double sur le circuit WTA au cours de sa carrière, ainsi que cinq en simple.
Aujourd'hui, elle est l'entraîneur de l'équipe slovène de Fed Cup.